# Jij bent de liefde
Jij bent de liefde is een liefdeslied dat Kenny B schreef en aan Guus Meeuwis aanbood om op te nemen. Beide artiesten brachten het lied op 15 mei 2015 uit, Guus Meeuwis als single en Kenny B op zijn album Kenny B. In 2017 werd het nummer opnieuw uitgebracht door de zangeres Maan. In 2018 zong zangeres Glennis Grace het nummer tijdens de uitvoering van the Passion in de Bijlmer.

## Guus Meeuwis
De single van Meeuwis kwam op 23 mei binnen op nummer 26 van de Tipparade en op nummer 64 van de Single Top 100.

### NederlandseSingle Top 100
| Positie: | 64 | 91 | uit |

## Maan
In 2017 zong zangeres Maan het nummer tijdens het televisieprogramma Beste Zangers. Haar uitvoering haalde de nummer 1-positie in de iTunes-lijst, en de vijfde positie in de Tipparade. In december 2017 ontving Maan voor haar uitvoering een 100% NL-award in de categorie "Muziekmoment van het jaar".

### NederlandseSingle Top 100
| Positie: | 83 | uit |